# Chitra chitra
Chitra chitra là một loài ba ba trong họ Trionychidae.
Chúng được tìm thấy ở Indonesia, có thể ở Malaysia, và Thái Lan.